# انگوران (چالوس)
انگوران، روستایی است از توابع بخش کلاردشت شهرستان چالوس در استان مازندران ایران.

## جمعیت
این روستا در دهستان کوهستان غرب (چالوس) قرار دارد و براساس سرشماری مرکز آمار ایران در سال ۱۳۸۵، جمعیت آن ۱۳۷ نفر (۳۸خانوار) بوده‌است. مردم انگوران از قومیت طبری هستند. مردم انگوران به زبان طبری با گویش چالوسی سخن می‌گویند.
طایفه انگوران یکی از طوایف طبری روستا انگوران می‌باشد. همچنین طایفه انگوران اصغری  و طایفه انگوران شمس و اهنگر نام طوایفی از قوم طبری در روستا هستند. این روستا در جاده چالوس قراردارد